# Världarnas krig (1953)
För andra betydelser, se Världarnas krig (olika betydelser).
Världarnas krig (engelska: The War of the Worlds) är en amerikansk science fiction-film från 1953 i regi av Byron Haskin och producerad av George Pal. Manuset skrevs av Barré Lyndon, baserat på H.G. Wells roman Världarnas krig från 1898 och Orson Welles radiodramatisering från 1938. I huvudrollerna ses Gene Barry och Ann Robinson.

## Rollista i urval
- Gene Barry – Dr. Clayton Forrester
- Ann Robinson – Sylvia Van Buren
- Les Tremayne – General Mann
- Bob Cornthwaite – Dr. Pryor
- Sandro Giglio – Dr. Bilderbeck
- Lewis Martin – Pastor Dr. Matthew Collins
- Housely Stevenson Jr. – General Manns assistent
- Paul Frees – Radioreporter/berättare
- Bill Phipps – Wash Perry
- Vernon Rich – Överste Ralph Heffner
- Henry Brandon – Polis
- Jack Kruschen – Salvatore
- Sir Cedric Hardwicke – berättare
- Paul Birch – Hogue
- Ann Codee – Dr. Duprey

## Om filmen
Filmen vann en Oscar för Bästa specialeffekter och nominerades dessutom till en för Bästa ljud och en för Bästa klippning.